# Liste der denkmalgeschützten Objekte in Langenrohr
Die Liste der denkmalgeschützten Objekte in Langenrohr enthält die 6 denkmalgeschützten, unbeweglichen Objekte der Gemeinde Langenrohr im niederösterreichischen Bezirk Tulln.

## Denkmäler
| Foto |                 | Denkmal                                                         | Standort                                            | Beschreibung | Metadaten |
| ---- | --------------- | --------------------------------------------------------------- | --------------------------------------------------- | --- | --- |
| ja   | Datei hochladen | Bildstock HERIS-ID: 26863 Objekt-ID: 23367                      | Standort KG: Langenrohr                             | Anmerkung: Der im BDA-Datenblatt abgebildete alte Bildstock wurde offensichtlich durch einen neu errichteten ersetzt. | BDA-Hist.: Q37905171 Status: § 2a Stand der BDA-Liste: 2025-06-30 Name: Bildstock GstNr.: 5                                                          |
| ja   | Datei hochladen | Bildstock HERIS-ID: 26868 Objekt-ID: 23372                      | Standort KG: Langenrohr                             | Dieser Pfeilerbildstock wurde laut Giebelinschrift 1683 errichtet, wohl im Zusammenhang mit dem Abklingen der Pest. Er hat ein dreiseitig geöffnetes Tabernakel, das ein Herz-Jesu-Bild beherbergt. Den oberen Abschluss bildet ein Satteldach mit Patriarchenkreuz. Im Pfeiler selbst befindet sich eine Nische, darin ein Kreuz und seitlich zwei Bilder. | BDA-Hist.: Q37905223 Status: § 2a Stand der BDA-Liste: 2025-06-30 Name: Bildstock GstNr.: 186/2 Langenrohr Bildstock 1683                            |
| ja   | Datei hochladen | Kath. Pfarrkirche hl. Nikolaus HERIS-ID: 26873 Objekt-ID: 23378 | Kirchenstraße 35, neben Standort KG: Langenrohr     | Die Pfarrkirche hl. Nikolaus ist ein spätbarocker Bau (geweiht 1758) mit einem im Kern mittelalterlichen Westturm. | BDA-Hist.: Q37905273 Status: § 2a Stand der BDA-Liste: 2025-06-30 Name: Kath. Pfarrkirche hl. Nikolaus GstNr.: 1 Roman Catholic church in Langenrohr |
| ja   | Datei hochladen | Flur-/Wegkapelle HERIS-ID: 26874 Objekt-ID: 23379               | Kirchenstraße 33, gegenüber Standort KG: Langenrohr | Ein historistischer Giebelbau, der anlässlich des hundertjährigen Weihejubiläums der Pfarrkirche 1858 errichtet wurde. | BDA-Hist.: Q37905289 Status: § 2a Stand der BDA-Liste: 2025-06-30 Name: Flur-/Wegkapelle GstNr.: 354 Nepomuk wayside chapel, Langenrohr              |
| ja   | Datei hochladen | Ortskapelle hl. Nikolaus HERIS-ID: 26862 Objekt-ID: 23366       | Hauptstraße 43a Standort KG: Langenschönbichl       | Ein Rechteckbau aus der zweiten Hälfte des 18. Jahrhunderts mit geschweiftem Giebel, Nischenfigur und Giebelreiter | BDA-Hist.: Q37905152 Status: § 2a Stand der BDA-Liste: 2025-06-30 Name: Ortskapelle hl. Nikolaus GstNr.: 117                                         |
| ja   | Datei hochladen | Bildstock HERIS-ID: 26870 Objekt-ID: 23374                      | Hauptstraße Standort KG: Neusiedl                   | Ein Rechteckpfeiler aus der ersten Hälfte des 18. Jahrhunderts mit Korbbogennische, profiliertem Gesims und breiter Rechtecknische. | BDA-Hist.: Q37905258 Status: § 2a Stand der BDA-Liste: 2025-06-30 Name: Bildstock GstNr.: 266                                                        |